# شهرستان کریگ (اکلاهما)
شهرستان کریگ، اکلاهما (به انگلیسی: Craig County, Oklahoma) شهرستانی در ایالات متحده آمریکا است که در اکلاهما واقع شده‌است.

## خصوصیات
شهرستان کریگ ۱٬۹۷۵ کیلومترمربع مساحت دارد.